# Tricimba flava
Tricimba flava är en tvåvingeart som beskrevs av Ismay 1993. Tricimba flava ingår i släktet Tricimba och familjen fritflugor. Inga underarter finns listade i Catalogue of Life.